# Heinrich Wilhelm Matthäus Olbers
Heinrich Wilhelm Matthäus Olbers (sinh ngày 11 tháng 10 năm 1758 - mất ngày 02 tháng 3 năm 1840) là một bác sĩ và nhà thiên văn học người Đức.
Olbers sinh ra tại Arbergen, gần Bremen, và học y khoa tại Göttingen. Sau khi tốt nghiệp vào năm 1780, ông bắt đầu hành nghề y học ở Bremen, Đức. Vào ban đêm, ông dành thời gian của mình để quan sát thiên văn, biến tầng trên của nhà ông thành một đài quan sát. Ông cũng đã phát minh ra phương pháp đầu tiên đạt yêu cầu về tính toán quỹ đạo sao chổi.
Ngày 28 tháng 3 năm 1802, Olbers phát hiện và đặt tên tiểu hành tinh Pallas. Năm năm sau, vào ngày 29 tháng 3 năm 1807, ông phát hiện ra tiểu hành tinh Vesta, mà ông cho phép Carl Friedrich Gauss đặt tên. Do từ "tiểu hành tinh" vẫn chưa đặt ra, các tài liệu thời gian đề cập đến những hành tinh nhỏ như hành tinh ở theo quyền riêng của họ. Ông đề xuất rằng các vành đai tiểu hành tinh, nơi mà các đối tượng này nằm, là tàn dư của một hành tinh đã bị phá hủy. Quan điểm hiện nay của hầu hết các nhà khoa học là hiệu ứng thủy triều từ các hành tinh Sao Mộc phá vỡ sự hình thành của các hành tinh trong vành đai tiểu hành tinh.
Ngày 06 tháng 3 năm 1815, Olbers cũng phát hiện ra một sao chổi tuần hoàn, bây giờ mang tên ông (chính thức được chỉ định 13P/Olbers).
Năm 1827, ông được bầu là thành viên nước ngoài của Viện Hàn lâm Khoa học Hoàng gia Thụy Điển.